# Xã Audubon, Quận Montgomery, Illinois
Xã Audubon (tiếng Anh: Audubon Township) là một xã thuộc quận Montgomery, tiểu bang Illinois, Hoa Kỳ. Năm 2010, dân số của xã này là 552 người.